# Aristida basiramea
Aristida basiramea är en gräsart som beskrevs av George Vasey. Aristida basiramea ingår i släktet Aristida och familjen gräs. Inga underarter finns listade i Catalogue of Life.